# Sak K'uk'

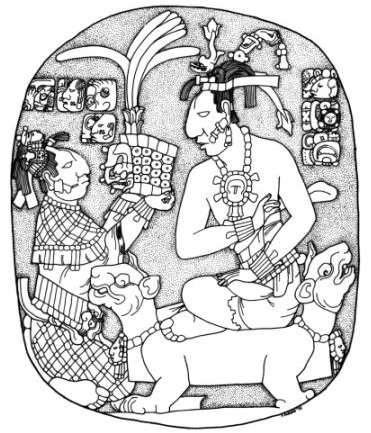
Representación iconográfica del tablero oval del Palacio de Palenque. Sak Kuk le entrega a su hijo el tocado que lo confirma como ahau del señorío de B'aakal. Kinich Janaab Pakal se encuentra sentado en un trono de doble cabeza de jaguar.

Ix Sak K’uk’ o Sac Kuk (f. 9 o 12 de septiembre de 640) fue la gobernante de facto del estado maya de Baakal, cuya sede estaba en la ciudad de Lakam Ha, actualmente conocida como la «zona arqueológica de Palenque», en lo que hoy es el estado mexicano de Chiapas. Se la relaciona con el nombre de uno de los dioses progenitores de Palenque, Muwaan Mat, que ―de acuerdo a los jeroglíficos del sarcófago de su hijo Pakal el Grande―, gobernó desde el año 612 hasta el 615. Su nombre puede traducirse como ‘Quetzal Blanco’ (en idioma maya clásico, sak: ‘blanco’; y kuk: ‘quetzal’).
También se la menciona como la Señora Bestezuela.

## Crisis dinástica
El señorío de Baakal, cuya sede principal era Lakam Ja (Palenque) mantuvo guerras frecuentes con el señorío de Kaan, cuya sede se encontraba en Calakmul. Palenque fue abatido en dos ocasiones. La primera derrota ocurrió en el año 599, y la sufrió la ahau Yohl Ik'nal, que no obstante siguió gobernando hasta su muerte, ocurrida en el 604. Posiblemente se le respetó su jerarquía a cambio de un pago de tributo.
Su hijo primogénito, y sucesor, Aj Ne' Ohl Mat, sufrió la segunda derrota en el año 611.
Durante el transcurso de esta guerra ocurrió una crisis dinástica. Su hermano Janaab' Pakal ejerció un cargo secundario (ti’sakhuun) entre el 608 y el 610. Este último año fue nombrado yajawk' ahk' (‘señor del fuego’) y atacó exitosamente la villa de Santa Elena.
Aunque Aj Ne' Ohl Mat y Janaab' Pakal sobrevivieron a la fuerte derrota registrada en abril del 611, en un lapso de dieciséis meses ambos murieron, tal vez asesinados a consecuencia de la misma conflagración.
Jannaab' Pakal —a quien se le considera padre de Sak K'uk— murió en marzo del 612, mientras que Aj Ne' Ohl Mat murió en agosto del mismo año sin haber dejado heredero al trono.
La dinastía de B'aakal se dividió en dos. Por una parte, Ik' Muuy Muwaan, quien reclamó su derecho al trono estableciéndose en Tortuguero y por otra parte, Sak K'uk', quien decidió regresar a Palenque.

## Muwaan Mat
En los jeroglíficos del sarcófago de Pakal “el Grande” que narran la sucesión dinástica de Palenque se encuentra registrado que Muwaan Mat ascendió al poder el 9.8.19.7.18 9 etz'nab 6 ceh de la cuenta larga del calendario maya, es decir, el 19 de octubre del 612 —dos meses después de la muerte de Aj Ne' Ohl Mat— con la inscripción “k'uhul ixik, satay ajaw” que quiere decir: “perdida está la divina señora, perdido está el señor”. Esta frase que alude a la derrota de la guerra explica de algún modo un renacer con la entronización de Muwaan Mat, quien es un dios nacido en el año 3121 a. C., siete años antes de la fecha cero de la cuenta larga (0.0.0.0.0 4 ajau 8 cumkú), que había tomado el título de «Divino Señor de Matwiil» en el 2305 a. C. y que había regresado para volver a asumir el trono en el 612 d. C.
Muwaan Mat era considerado uno de los tres dioses progenitores de Palenque. La metáfora de su regreso para asumir el trono y restablecer nuevamente la varonía (sucesión patrilineal), da legitimidad al trono del siguiente y futuro ahau K'inich Janaab' Pakal, quien en el 612 solo tenía nueve años de edad.
Inicialmente, cuando la escritura maya empezó a descifrarse, los epigrafistas consideraron que Muwaan Mat era un seudónimo de Sak K'uk', pero la idea se ha ido desechando pues este dios del maíz era de sexo masculino.

## Entronización de Pakal el Grande y gobierno de facto de Sak K'uk'

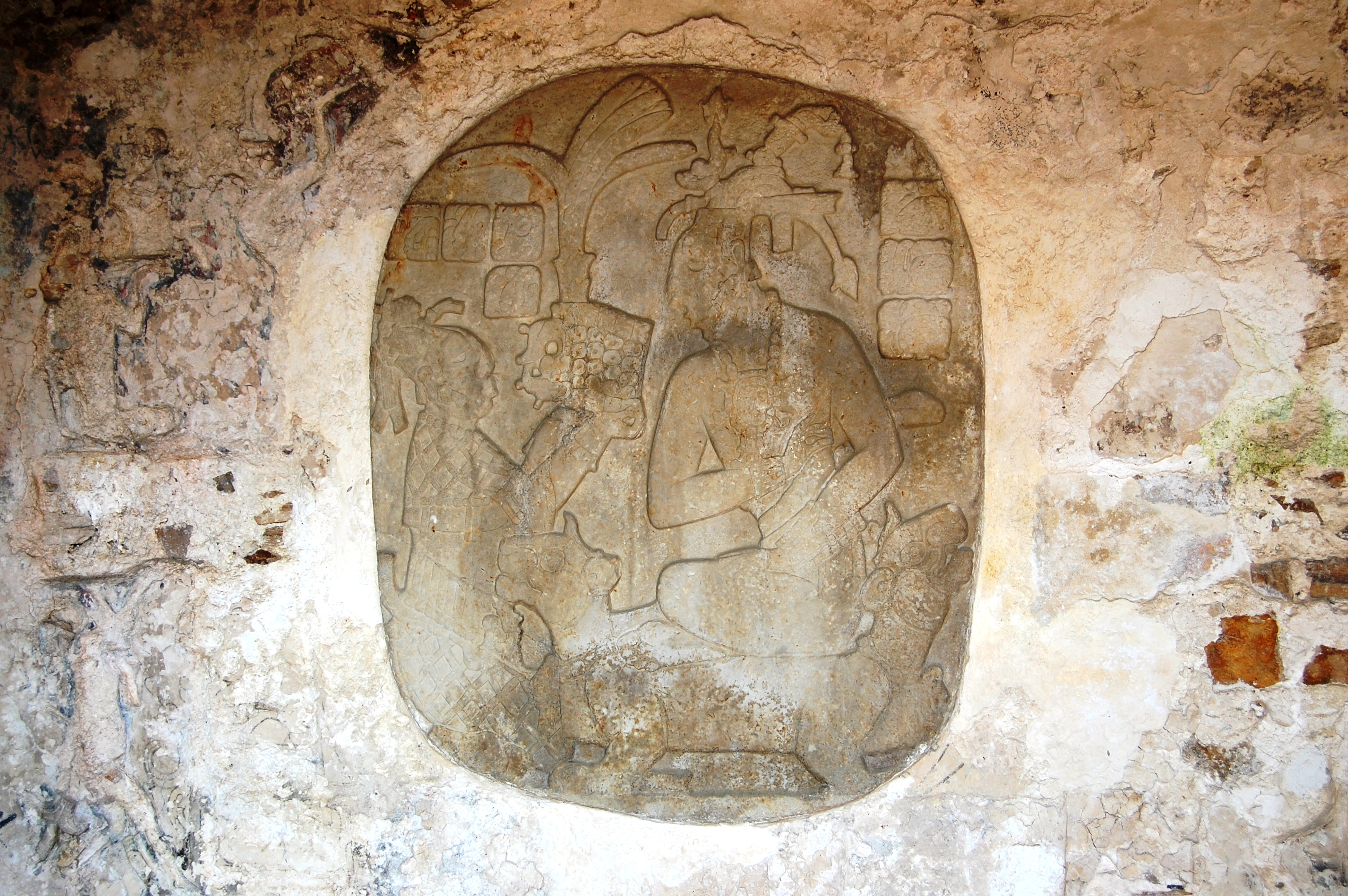
Tablero oval del Palacio de Palenque, en donde Sak K'uk' entroniza a su hijo K'inich Janaab' Pakal.

Sak K'uk' contrajo matrimonio con K'an Mo' Hix, quien era cho'j ajaw, un noble de segundo rango, cuyo linaje subordinado posiblemente vivía en el Grupo Piedras Bolas.
Tras la crisis dinástica ocurrida a consecuencia de la guerra con Calakmul, ambos regresaron a Lakam Ha' con la intención de entronizar a su hijo K'inich Janaahb' Pakal, más conocido como Pakal “el Grande”, basándose en la idea de que Sak K'uk' pertenecía al núcleo dinástico del señorío.
La ceremonia de entronización de Pakal se llevó a cabo el 9.9.2.4.8 5 lamat 1 mol, es decir, el 26 de julio de 615, cuando solo contaba con doce años de edad. Un retrato de este evento está tallado en altorrelieve en el tablero oval del Palacio de Palenque.
La mayor parte de los mayistas considera que Sak K'uk' fue la depositaria del poder en Palenque y que detentó el poder de facto no solamente del año 612 al 615, sino probablemente hasta su muerte, debido a que hay muy pocos registros que narren la actividad de Pakal durante todos estos años.
Sak K'uk' murió el 9 o 12 de septiembre del 640 y su esposo Kan Mo Hix murió el 29 de diciembre de 642.
Es hasta entonces cuando comienzan a construirse las obras arquitectónicas que caracterizaron al gobierno de Pakal “el Grande”.

## La señora Sak K’uk’ y su papel en Palenque
El papel de la señora Sak K’uk’ en Palenque es particularmente interesante debido a las circunstancias de su tiempo. Aunque no fue la gobernante oficial de Palenque, fue ella quien otorgó un nuevo K’uhul Ajaw a la ciudad. Tras un ataque de la ciudad de Calakmul en el año 611 d. C., Palenque quedó debilitada y un año después murió su gobernante, Ajen Yoh’l Mat. En este contexto, Sak K’uk’ apareció en escena y colocó a su hijo, el joven K’ihnich Jannab’ Pakal, en el poder cuando él tenía solo doce años. Este evento está registrado en la Lápida Oval del Palacio, donde se ve a Sak K’uk’ entregando un elaborado tocado a su hijo. Lo notable es que Pakal heredó su derecho a gobernar directamente de su madre, ya que aparentemente su padre, K’an Mo’ Hix, no tuvo un papel importante en la entronización del joven rey de Palenque.
El texto de la Lápida Oval dice: A1: G1 / B1: IX-SAK / C1: K’UK’ / C2: #- la-IX / D1: #-1-IXIM? / D2: K’INICH-ja-NAB’-PAKAL-la / D3: K’UH-B’AK-la-AJAW GI ix sak k'uk’ ix…l …ju’n ixiim k’i[h]nich janaa[h]b’pakal k’uh[ul] b’aakal ajaw ‘GI, Señora Sak K’uk’, la de…l; … ju’n ixiim, K’ihnich Janaahb’ Pakal, Señor sagrado de B’aakal’.
Aunque el texto proporciona poca información, nos revela los nombres de los dos personajes en la escena y el título del joven rey de Palenque. Este texto se complementa con la imagen, que deja claro quién tiene el mayor estatus: K’ihnich Jannab’ Pakal, quien está sentado sobre un trono bicéfalo con apariencia de felinos. Pakal lleva un faldellín, pulseras, un collar con el logograma IK’ (viento, aliento) en el centro, orejeras y una diadema adornada que sostiene su cabello. Es notable que su cabeza está tonsurada, lo que puede indicar una relación con el dios del maíz.
En la escena, la Señora Sak K’uk’ parece estar sentada en el suelo, lo que sugiere que nunca ostentó un título de gobierno. Sin embargo, su atuendo es significativo, ya que personifica al dios del maíz, una acción que probablemente tenía el objetivo de legitimarla y respaldar el gobierno de su hijo. A diferencia de la costumbre maya retratada en otras iconografías, donde el tocado y las armas se entregaban de padre a hijo, en la Lápida Oval, el casco es entregado por la Señora Sak K’uk’, mostrando que es ella quien lleva la sangre real, aunque los textos nunca le otorguen títulos reales.
Esto contrasta con otros monumentos, como el Tablero del Palacio, que muestra a K’ihnich K’an Joy Chitam, y el Tablero de los Esclavos, con K’ihnich Ahkal Mo’ Nahb III, donde el padre desempeña un papel clave en la transferencia de poder. En la Lápida Oval, la entrega del casco por parte de la Señora Sak K’uk’ subraya su importancia y su papel crucial en la entronización de Pakal, a pesar de no ser reconocida formalmente con títulos reales.